# Vlissingsche Mixed Hockey Club
Vlissingsche MHC was een Nederlandse hockeyclub uit Vlissingen.
De club werd in 1966 opgericht en fuseerde in 2011 met Middelburg tot HC Walcheren. De club speelde in een rood/zwart op Sportpark Bonedijke waar het beschikte over één kunstgrasveld (zand).